# Creep
Creep – ballada rockowa wydana na debiutanckim singlu angielskiego zespołu Radiohead, która później znalazła się na pierwszym albumie zespołu – Pablo Honey. Singel nie odbił się większym echem na branży muzycznej. Za to po reedycji na albumie, piosenka stała się międzynarodowym hitem. Zespół zaczął odnosić się negatywnie do swojego utworu po tym, jak fani uczestniczyli w koncertach zespołu wyłącznie dla jednej piosenki. 

## Geneza utworu
Wokalista grupy, Thom Yorke napisał utwór w latach 80., podczas studiów na uniwersytecie w Exeter. Gitarzysta zespołu, Jonny Greenwood powiedział, że piosenka została zainspirowana przez dziewczynę, którą Yorke zobaczył na jednym z występów zespołu. Gdy drugi gitarzysta Radiohead – Ed O’Brien usłyszał utwór, zauważył, że progresja akordów pokrywa się z przebojem z 1972 roku The Air That I Breathe zespołu The Holies. Następnie, w formie żartu, Yorke dokonał zmian w „Creep”, korzystając z linii melodycznej utworu The Holies. Podczas późniejszego procesu o plagiat, Radiohead od razu uznało zarzut za słuszny, a twórcy oryginalnego utworu – Albert Hammond i Mike Hazlewood zostali dopisani do listy autorów „Creep”.
W 1992 roku, podczas jednej z sesji z producentami grupy, artyści spontanicznie zagrali „Creep”. Producenci jednak błędnie odczytali intencje zespołu, uważając to za cover. Później, w wyniku naprężeń wynikłych z nieudanych prób nagrania innych piosenek, producenci poprosili o ponowne wykonanie piosenki. Muzycy nagrali utwór za pierwszym podejściem. Po wytłumaczeniu, że „Creep” jest autorskim dziełem Radiohead, jeden z producentów zapowiedział nowy singel. Mimo tego, że artyści nie byli do końca zadowoleni z brzmienia utworu, producenci zadecydowali o premierze.

## Lista utworów
Oryginalne wydanie brytyjskie
1. „Creep” – 3:55
2. „Lurgee” – 3:07
3. „Inside My Head” – 3:12
4. „Million Dollar Question” – 3:18

Brytyjska reedycja (CD)
1. „Creep” (Album Version) – 3:58
2. „Yes I Am” – 4:25
3. „Blow Out” (Remix) – 4:18
4. „Inside My Head” (Live) – 3:07

Brytyjska reedycja (12")
1. „Creep” (Acoustic) – 4:19
2. „Vegetable” (Live) – 3:07
3. „Killer Cars” (Live) – 2:17